# Matthias Endres
Matthias Endres (* 7. April 1969 in Sigmaringen) ist ein deutscher Neurologe und Schlaganfall-Forscher an der Berliner Charité.

## Leben
Endres studierte von 1988 bis 1994 (ab 1991 unter Förderung der Studienstiftung des deutschen Volkes) Medizin an der Ruhr-Universität Bochum und der Universität Hamburg. 1995 promovierte er an der Universität Hamburg mit der Arbeit Molekulargenetische Charakterisierung der Pathogenitätsfaktoren von Staphylococcus epidermidis, 1996 erhielt er seine Approbation als Arzt und legte die United States Medical Licensing Examination ab. Nach einer Tätigkeit als Assistenzarzt in der Neurologie der Universität zu Lübeck ging er als Postdoktorand zu Michael Moskowitz an das Massachusetts General Hospital der Harvard Medical School in Boston. Ab 1998 arbeitete Endres als Assistenzarzt bei Karl Max Einhäupl an der Berliner Charité. Hier habilitierte er sich 2001 mit der Arbeit Zytoskelett als Target zur Schlaganfalltherapie. 2002 erwarb er die Gebietsbezeichnung (Facharzt) Neurologie. Ab 2003 hatte Endres an der Charité ein Heisenberg-Stipendium der Deutschen Forschungsgemeinschaft, ab 2005 eine Lichtenberg-Professur der Volkswagenstiftung.
Endres erhielt 2008 eine W3-Professur an der Charité und übernahm die Leitung der dortigen Klinik für Neurologie und des Centrums für Schlaganfallforschung Berlin (CSB). Er ist heute (Stand 2018) Direktor der Klinik für Neurologie und Medizinischer Direktor des CharitéCentrums 15 für Neurologie, Neurochirurgie und Psychiatrie.
2016 wurde Matthias Endres zum Mitglied (Matrikel-Nr. 7706) der Leopoldina gewählt, 2024 zum Mitglied der Academia Europaea.

## Wirken
Endres’ Arbeitsgruppe befasst sich vor allem mit Schlaganfall-Forschung. Besonderes Augenmerk gilt den Faktoren, die präventiv wirken (Endothelfunktion, körperliche Aktivität, Medikamenteneinfluss), den Mechanismen des Zelltods (Programmierter Zelltod, DNA-Schaden und Reparatur, Apoptose), der neurologischen Regeneration und Outcome (neuronale Plastizität, Neurogenese) sowie klinischen Studien zu Stroke Units und Telemedizin.

## Auszeichnungen (Auswahl)
- 1998: Oskar-Lapp-Forschungspreis der Deutschen Gesellschaft für Kardiologie[3]
- 2002: Adolf Wallenberg-Preis der Deutschen Gesellschaft für Neurologie[4]
- 2002: Paul-Martini-Preis[5] für die Arbeiten Neuroprotection mediated by changes in the endothelial actin cytoskeleton,[6] Suppression of endothelial nitric oxide production after withdrawal of statin treatment is mediated by negative feedback regulation of rho GTPase gene transcription[7] und Atorvastatin upregulates type III nitric oxide synthase in thrombocytes, decreases platelet activation, and protects from cerebral ischemia in normocholesterolemic mice[8].
- 2008: Heinrich Pette-Preis der Deutschen Gesellschaft für Neurologie[9]